# Pavel Brutt
Pavel Aleksandrovitch Brutt (en russe : Павел Александрович Брутт), né le 29 janvier 1982 à Sosnovy Bor en Union des républiques socialistes soviétiques est un coureur cycliste russe, actif durant les années 2000 et 2010. Solide rouleur, Brutt a remporté en 2008 une étape au Tour d'Italie après une longue échappée. C'est d'ailleurs de cette façon qu'il a décroché la majorité de ses succès professionnels, et parmi eux, un titre de champion de Russie en 2011 et quatre courses d'un jour.  

## Biographie

### Repères biographiques
Pavel Brutt est né le  29 janvier 1982 à Sosnovy Bor, une ville de 50 000 habitants de l'oblast de Léningrad. Brutt, qui a grandi non loin de Saint-Pétersbourg, est un inconditionnel du Zénith, un pratiquant du tuning et un admirateur de la gamme de voitures Mini Cooper,. Il vit depuis 2011 à Desenzano del Garda en province de Brescia, là où son équipe Katusha avait l'habitude d'organiser les présentations officielles d'avant-saison. La même année, il a épousé Elena, elle-même originaire de Saint-Pétersbourg.

### Débuts professionnels chez Itera puis Lokomotiv (2001-2005)
Pavel Brutt intègre l'équipe Itera-Lokosphinx en 2000, où figurent de futurs talents russes comme Alexei Markov, Serguei Klimov et Vladimir Karpets. Il combine la compétition sur route et sur piste sous les ordres de Alexander Kuznetsov, ancien coach de Viatcheslav Ekimov et le père de la tenniswoman Svetlana Kuznetsova. 
Il se consacre pleinement à la route dès 2001 et s'illustre dès le mois de janvier en remportant la 1re étape du Tour du Táchira et en se classant 4e du classement général. Porteur du maillot de leader à plusieurs reprises, il concède cependant du temps dans les arrivées au sommet à Noel Vásquez qui le devance de plus de trois minutes au classement final. En juin, il s'impose au Circuito Montañés lors de la deuxième étape, après s'être échappé avec Rafael Mila. Brutt, à 19 ans à peine, termine sixième du championnat de Russie sur route, franchissant la ligne aux côtés de coureurs aguerris comme Viatcheslav Ekimov et Pavel Tonkov. Plus tard dans l'année, il prend la 11e place de la Clásica de Sabiñánigo en Espagne, remportée au sprint par Ángel Vicioso. Il décroche sa troisième victoire de l'année à la mi-août lors du Grand Prix de la ville de Vigo, et est de nouveaux victorieux sur le sol vénézuélien en octobre, cette fois sur la dixième étape du Tour national.
Attendu comme l'un des leaders de son équipe l'année suivante, il peine à confirmer et achève la saison sans victoire. Son seul fait d'armes est sa deuxième place au Circuit de Getxo, où Martin Elmiger règle un sprint à quatre avec Brutt, Jan Hruška et Francisco José Lara. Il est en revanche sélectionné en fin d'année pour accompagner Dimitri Konyshev et Sergey Ivanov en équipe nationale aux championnats du monde sur route à Zolder. Il terminera la course en ligne à une anecdotique 83e place et Konyshev est le premier coureur russe en dix-neuvième position.
En 2003, l'équipe Itera change de nom pour devenir Lokomotiv. Brutt, Markov et Siutsou sont les fers de lance de la jeune formation, désormais orpheline de son prodige Vladimir Karpets. Brutt termine pour la deuxième fois consécutive une saison sans lever les bras, à l'image de son équipe qui elle-même connaît une saison vierge. Il n'obtient qu'une 20e place au Grand Prix international Mitsubishi MR Cortez ainsi qu'une 33e place au Tour de l'Algarve en début d'année. 
L'année suivante, en 2004, Lokomotiv fait l'objet d'un important chamboulement d'effectif, et Brutt est l'un des cinq coureurs conservés par la formation de troisième division. Il est alors le meilleur performeur de l'équipe, avec en début de saison une 12e place au Trofeo Calvia, puis une onzième place deux mois plus tard au Tour de la Rioja remporté par son ancien équipier Karpets. Il retrouve le chemin de la victoire au Circuito Montañés, lors de la deuxième étape, et fait preuve de régularité pour achever la course à étapes de Cantabrie en quatrième position. En fin de saison, il prend la 7e place de la dernière édition du Mémorial Manuel Galera. La victoire de Brutt est d'ailleurs la seule de l'équipe, qui a connu sa moins bonne saison depuis ses débuts. 
En 2005, il passe sa dernière saison dans l'équipe Lokomotiv qui a désormais le statut d'équipe continentale et ne compte plus que huit coureurs. Il met à profit ses talents de rouleur, et gagne à la d'avril le contre-la-montre du Tour d'Estrémadure qu'il termine à la 4e place du général. Un mois plus tard, il remporte sa première course à étapes à l'occasion du Tour de Navarre, accompagnant les meilleurs dans la montagne et en s'imposant lors de l'épreuve chronométrée. À peine deux semaines après et toujours sur le sol espagnol, il se heurte à Branislau Samoilau au Tour de Lleida et termine deuxième du classement général, à une minute du Biélorusse qui repart, lui, avec trois victoires d'étapes. De la même façon, il finit sixième du Circuito Montañés après une solide performance lors du contre-la-montre à la fin du mois. Suivant sa neuvième place aux championnats de Russie sur route, Brutt décroche la cinquième place de la Subida a Urkiola, classique classée 1.1 où il est confronté à des coureurs de première division.

### La victoire au Giro avec Tinkoff (2006-2008)
En 2006, Lokomotiv est repris par le milliardaire Oleg Tinkov et se voit de nouveau changer son appellation en Tinkoff Restaurants. Comme l'année précédente, Brutt empoche son premier succès de la saison en Espagne, lors du Cinturón a Mallorca. Après avoir manqué de peu la victoire sur le prologue, il parvient à reprendre le maillot de leader à Pedro Ocampo au terme de l'ultime étape et de faire coup double, victoire d'étape et classement général. Deux jours plus tard, au Tour de Grèce, il règle dans un sprint à deux le Bulgare Vladimir Koev, échappé avec lui, et s'empare ainsi du maillot de leader. Il le conservera jusqu'au terme de la course, et offrira même la dernière étape à Koev, qui s'était à nouveau détaché avec lui. Profitant de son excellente condition, il participe grandement à la victoire de son équipier Alexander Serov à Paris-Mantes-en-Yvelines, et franchit la ligne en quatrième place. L'équipe Tinkoff Restaurants fait preuve de sa solidité collective, comme au Tour de Bretagne, où trois coureurs achèvent la course dans les dix premiers, dont Brutt (3e). La suite de sa saison est similaire à l'an dernier, avec une victoire d'étape au Tour de Lleida et au Circuito Montañés, en plus d'une deuxième place au Tour de Navarre. Avec ses bonnes performances, Brutt occupe la quarantième place au classement Europe Tour au terme de la saison et se voit reconduit pour faire partie de la formation Tinkoff Credit Systems, promue au rang d'équipe continentale professionnelle. On le décrit alors comme « une potentielle star en devenir », « un grimpeur agile » et « promis au top ».

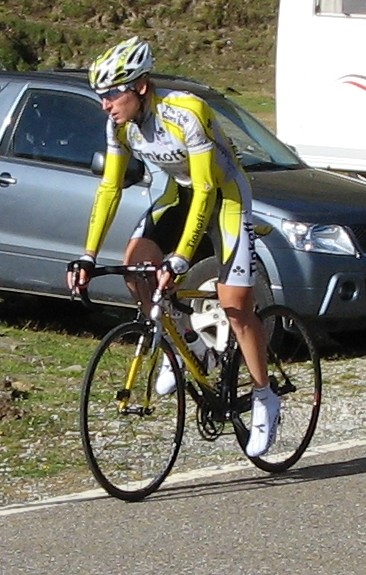
Pavel Brutt, ici sur le Tour d'Espagne 2008, décrochera son premier succès d'étape sur un Grand Tour avec Tinkoff.

Brutt est d'entrée désigné pour faire un bon classement général lors de sa première course de l'année 2007, au Tour de Langkawi. Lors de la première arrivée au sommet qu'il finit en cinquième position, il est distancé à plus de quatre minutes par Anthony Charteau, qui s'était échappé. Lors de la huitième étape, il concède à nouveau plus de quatre minutes du vainqueur, José Serpa, au sommet de la station de montagne de Genting Highlands. Le lendemain, Brutt remporte la première victoire de l'équipe sous son nouveau statut et s'impose à Seremban au terme d'une offensive menée en fin de course. Il parle « d'une victoire exaltante et un début de saison de rêve » pour lui et son équipe. Sa victoire s'avèrera être un important déclic pour le reste de la saison, aussi bien pour lui que pour ses équipiers. Après la victoire de Ignatiev au Trofeo Laigueglia, Brutt devance Davide Rebellin et gagne le Grand Prix de Chiasso au terme d'un sprint disputé en petit comité. Il poursuit sa saison en Italie et découvre les plus grandes courses du début de saison : Tirreno-Adriatico et Milan-San Remo. Et Brutt joua un rôle important lors de sa toute première Primavera. Il est ainsi échappé au kilomètre 90 et fera durer l'offensive jusqu'à 28 kilomètres de l'arrivée, dans une classique qui en compte près de trois cents. Il franchira la ligne d'arrivée au bout de presque sept heures de course. Voulant chercher un bon résultat sur sa prochaine course, la Semaine internationale Coppi et Bartali, il prend les devants dans la première étape et parvient à jouer la victoire d'étape, mais est coiffé sur le fil par Alessandro Bertolini. La course, disputée dans des conditions particulièrement difficiles, sourit au coureur russe qui s'empare du maillot de leader lors du contre-la-montre par équipes disputé le jour-même, la septième place de Tinkoff lui permettant de prendre le bien de Bertolini. Bien que son équipe présente l'ambition de défendre son maillot, il doit le céder le lendemain à Michele Scarponi et Brutt sera finalement 40e du général final à plus de huit minutes. Son début de saison lui permet de faire partie des neuf coureurs sélectionnés pour participer au premier grand tour de l'histoire de l'équipe en mai. Brutt ne prend pas le départ dans les meilleures conditions, le leader Tyler Hamilton ayant été suspendu peu avant le Giro pour son implication dans l'affaire Puerto. Avec Ignatiev, Brutt est régulièrement parmi les fuyards du jour, et ils comptent à eux deux plus de 600 kilomètres d'échappée après cinq étapes. Brutt portera d'ailleurs brièvement le maillot de meilleur grimpeur, et se sacrifiera même pour son équipier Evgueni Petrov parti avec lui dans une échappée décisive. 

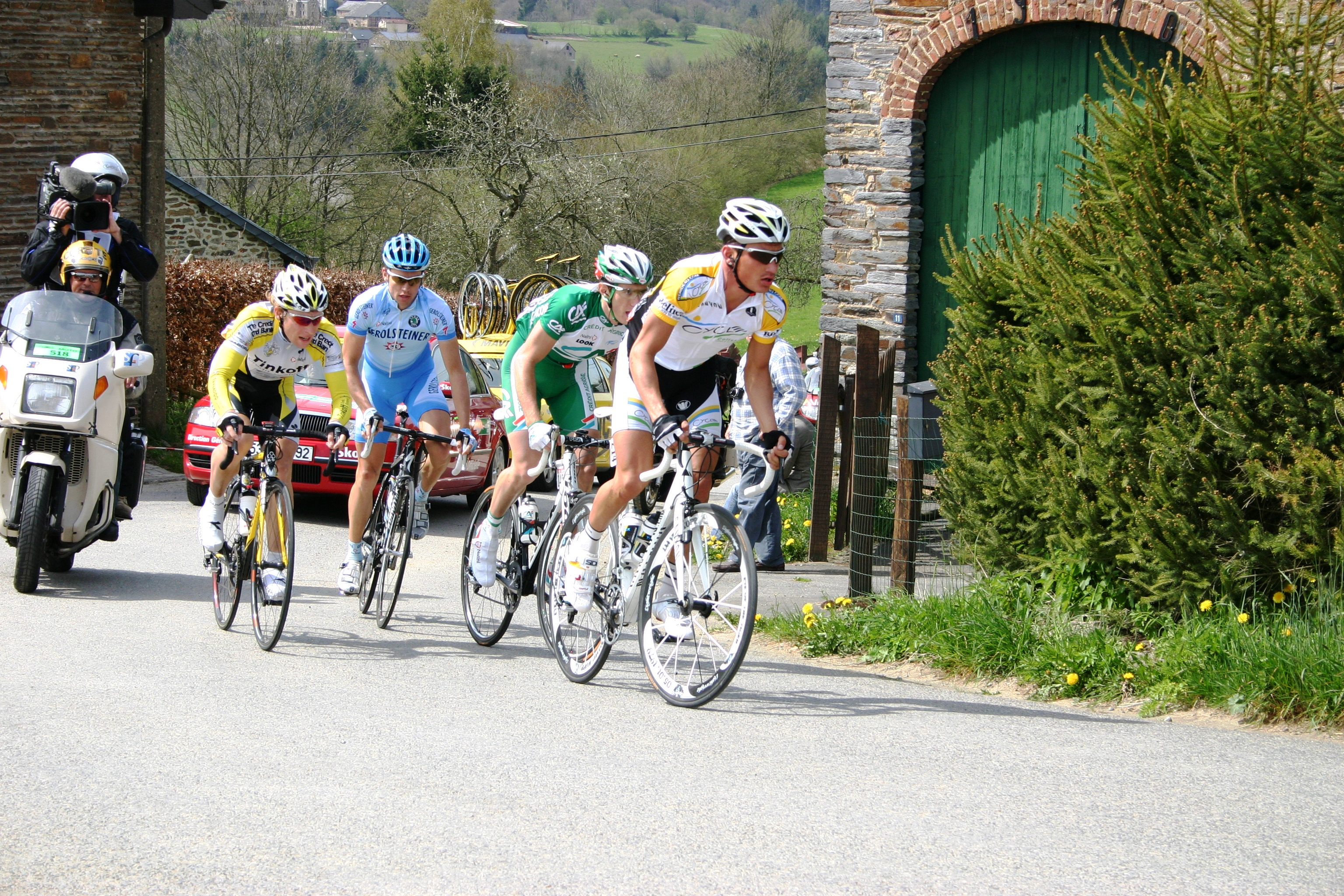
Brutt, ici à gauche dans l'ascension de la Côte de Wanne sur Liège-Bastogne-Liège 2008, connaîtra de nombreuses échappées infructueuses.

Après son premier grand tour, Brutt est aligné au départ du chrono par équipes d'Eindhoven, que Tinkov a déclaré vouloir gagner. Ayant bouclé les 48,6 kilomètres en un peu plus de 53 minutes, les Tinkoff résistent aux plus grosses écuries du ProTour, avant que l'équipe CSC ne les devance de 0,043 secondes. Quelques jours plus tard, il est le premier représentant de son équipe au championnat de Russie sur route, l'un des objectifs majeurs de l'équipe, en sixième position. La dernière partie de sa saison se déroule sur les classiques italiennes, et il parvient ici et là à obtenir des accessits, notamment au Grand Prix de la ville de Camaiore (5e), sur le Tour de Vénétie (7e) et lors du Mémorial Cimurri (4e). 
Pavel Brutt entame la saison 2008 de la même manière que la précédente, au Tour de Langkawi, et toujours sous les couleurs de Tinkoff Credit Systems. Il jouit cependant d'un rôle différent et accompagne le leader Yauheni Sobal qui décrochera une cinquième place finale. Son programme de course est similaire à celui de l'an dernier, et il reprend part aux mêmes compétitions du printemps. Il fera début mars neuvième du Monte Paschi Eroica dans un groupe de poursuivants. Après Tirreno-Adriatico et Milan-San Remo, Brutt prend le départ des classiques ardennaises pour la première fois de sa carrière. Il est échappé à l'occasion de « La Doyenne », sera repris par les favoris en milieu de course mais ses efforts seront récompensés par le prix du meilleur grimpeur. Brutt est alors en préparation pour son deuxième Giro consécutif, où Tinkoff Credit Systems vise les victoires d'étapes avec une équipe majoritairement russophone. Comme à l'accoutumée, Brutt prend les devants et s'échappe lors de la cinquième étape menant à Contursi Terme. Dans une arrivée au sommet pourtant plus favorable à son compagnon d'échappée Luis Felipe Laverde, déjà vainqueur par le passé, c'est Brutt qui parvint à se défaire de ses adversaires et s'imposer à 26 ans pour la première fois sur un Grand Tour,. Il chute lourdement lors de la septième étape et se fracture la clavicule mais termine l'étape avec 17 minutes de retard sur le vainqueur. Il refuse dans un premier temps d'abandonner mais il quittera finalement la course au matin de la dixième étape. Pour la deuxième partie de saison, Brutt dispute plusieurs courses sur le sol espagnol et il est de nouveau convoqué pour participer au Tour d'Espagne, pour lequel Tinkoff a obtenu une Wild Card. Au départ avec l'intention de chasser les victoires d'étapes, Brutt se fait finalement plus discret et termine le deuxième grand tour de sa carrière en 105e place.

### Au service des leaders chez Katusha et le titre national (2009-2014)

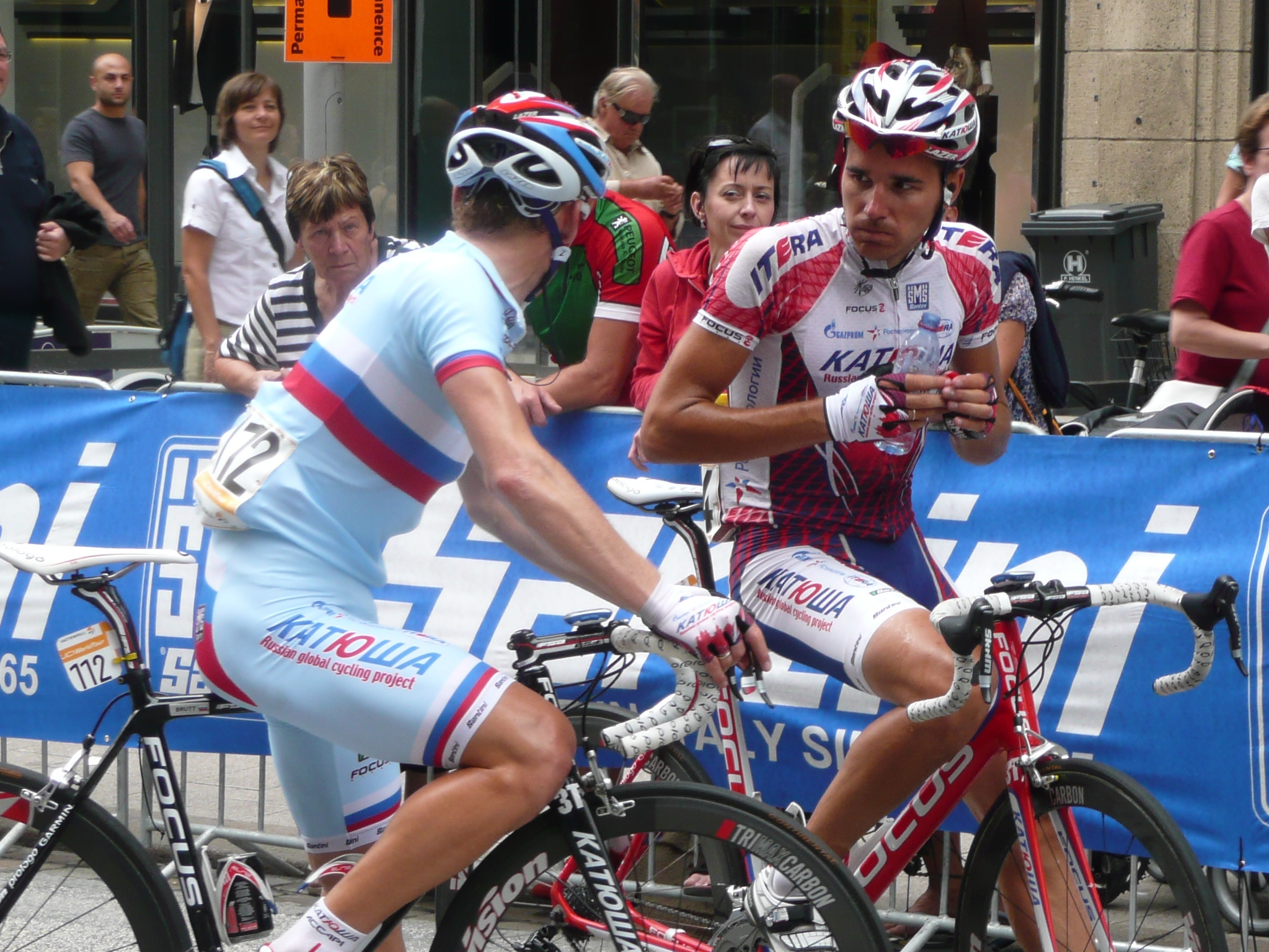
Parmi les quelques succès qu'il a décrochés avec Katusha, Brutt deviendra champion de Russie en 2011. Il est ici en discussion avec Nikolay Trusov lors de la Classique de Hambourg.

Pavel Brutt, tout comme huit de ses coéquipiers chez Tinkoff, est conservé par le nouvel encadrement de Katusha dirigé par Andrei Tchmil. Katusha, un projet russe porté par les grandes instances du pays, compte notamment sur les talents de baroudeur du coureur de Sosnovy Bor qui effectue par la même occasion le saut dans le plus haut niveau du cyclisme mondial. Si la structure de l'équipe a changé, son programme de début de saison  reste lui plus ou moins identique par rapport aux deux années précédentes, mais il occupe cette fois-ci un rôle d'équipier au service de Luca Mazzanti, Filippo Pozzato et Serguei Ivanov. Plus tard, il épaulera notamment Ivanov lors de son succès à l'Amstel Gold Race, avant de participer pour la troisième année consécutive au Tour d'Italie en début mai. Brutt bénéficie toujours d'un bon de sortie pour se glisser dans les échappées, et lors de la septième étape il échoue à la troisième place dans un sprint à cinq remporté par Edvald Boasson Hagen. Il tentera sa chance à plusieurs reprises en fin de Giro mais en vain, lui et Katusha terminant la course sans succès. Après son troisième Giro, Brutt découvre le Tour de Suisse et participe à la domination de son équipe au championnat de Russie sur route. Sur les routes du Tour de Wallonie en juillet, il rate une nouvelle fois le coche en s'inclinant face à Matthew Goss alors que l'échappée avait résisté au retour des favoris lors de la troisième étape décisive du mur de Thuin. Il remet ça le lendemain et flaire à nouveau le bon coup. Et comme la veille, il est devancé sur la ligne par son compagnon d'échappée, en l'occurrence Thomas De Gendt. Brutt, qui avait dû attendre son équipier Maxime Vantomme lors de la première étape et avait ainsi perdu près d'une minute, termine dauphin de Julien El Farès pour 31 secondes au classement général. Après être passé par le Tour de Pologne où il a accumulé de nombreux kilomètres à l'avant, il fait partie de la délégation russe pour se rendre aux Mondiaux de Mendrisio, dont le parcours est favorable aux attaquants. Il terminera la course à la 85e place. Une semaine après, il s'impose au Tour de Vendée grâce à une offensive en fin de course, profitant du marquage de ses deux leaders, Ivanov et Alexandre Botcharov. Sa victoire, la vingt-quatrième de son équipe, conclut ainsi une première campagne fructueuse de la formation russe au plus haut niveau.

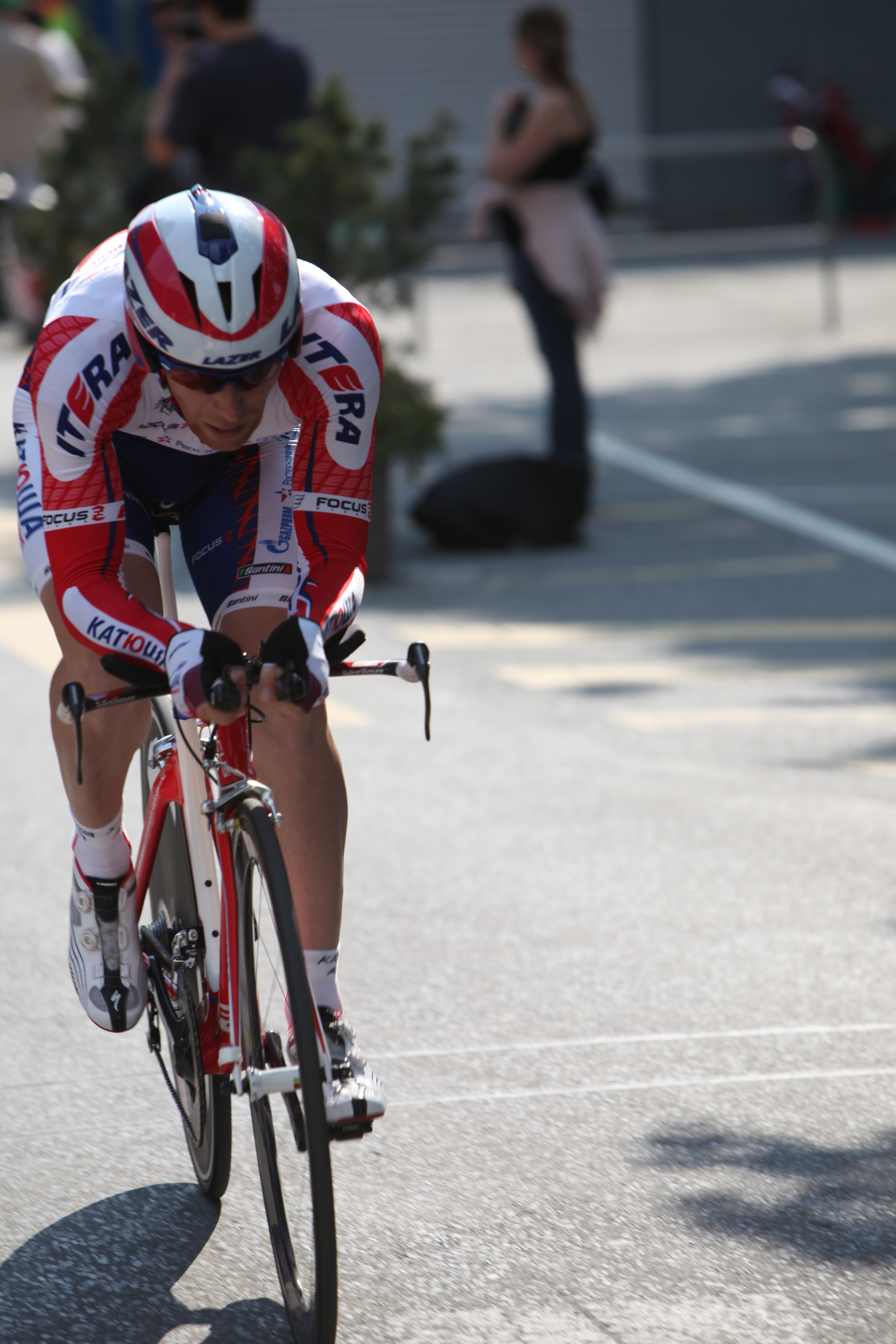
Pavel Brutt connaîtra une année 2011 faste, avec plusieurs succès, dont une étape au Tour de Romandie.

Sa saison 2010, la deuxième avec Katusha, sera plus mitigée. S'il connaît rapidement la victoire avec son leader Joaquim Rodríguez au Tour de Catalogne, il doit attendre le mois de juin et le championnat national pour obtenir un résultat personnel (5e). Ses efforts comme équipier sont cependant récompensés par une place dans l'équipe qui prend le départ à Rotterdam du Tour de France. Sa première Grande Boucle est à l'image de son début de saison, au service des autres, avec parfois un bon de sortie comme lors de la troisième étape pavée menant à Arenberg. Contrairement à ce qui était devenu une tradition, la deuxième partie de sa saison est axée sur les courses au Benelux, et où son rôle est de principalement préparer le terrain pour ses sprinters Robbie McEwen et Vantomme. En octobre, il participe à ses troisièmes mondiaux d'affilée, cette fois aux côtés d'Alexandr Kolobnev et Vladimir Gusev qui terminent tous deux dans les vingt premiers, tandis que Brutt finit 49e.
2011 sera en revanche la meilleure année de sa carrière. D'abord cinquième du Trofeo Laigueglia puis huitième du Tour de Sardaigne, Brutt parvient à surprendre les favoris dans la finale de la Classica Sarda Sassari-Cagliari, se défaire de Emanuele Sella parti plus tôt et vaincre en solitaire pour ce qui sera la première victoire de l'année pour Katusha. Il parachève son solide début de saison par une deuxième place au Tour du Frioul, où il s'incline face à José Serpa. Il passera un mois de mars plus calme en France, avec Paris-Nice et le Grand Prix de Denain où son équipe, qui avait misé sur la vitesse de Denis Galimzyanov, rate le coche et repart sans victoire. À peine deux mois après avoir levé les bras pour la première fois, il décroche la victoire d'étape d'entrée au Tour de Romandie, et endosse par conséquent le maillot de leader. Il gardera le maillot acquis à la suite d'une énième échappée durant trois jours, avant de le céder à Cadel Evans à l'issue du contre-la-montre, où il concède plus de deux minutes. Son excellent début de course lui permet de finir huitième du classement final et même de devancer son leader Vladimir Karpets. Une fois de plus choisi pour courir le Giro, il ne bénéficie par de la même liberté que les années précédentes, son coéquipier Rodríguez jouant la victoire au général. Il le terminera 127e avant d'entamer la deuxième partie de saison au Tour de Suisse. Quelques jours avant l'annonce de la sélection pour participer au prochain Tour de France, Brutt devient champion de Russie sur route à Oufa et devance six de ses coéquipiers à Katusha. Cette victoire est « l'accomplissement d'un rêve ». Il n'aura cependant pas l'occasion d'arborer longtemps son nouveau maillot sur les routes de la Grande Boucle. Dans une première semaine marquée par des chutes, Brutt est contraint à l'abandon lors de l'étape de Saint-Flour. En fin d'année, il obtient carte blanche pour mener son équipe au Grand Prix de Plouay, qu'il termine en 23e position. Il boucle sa bonne saison par une 64e place aux championnats du monde à Copenhague, en tant qu'équipier de Galimzyanov.

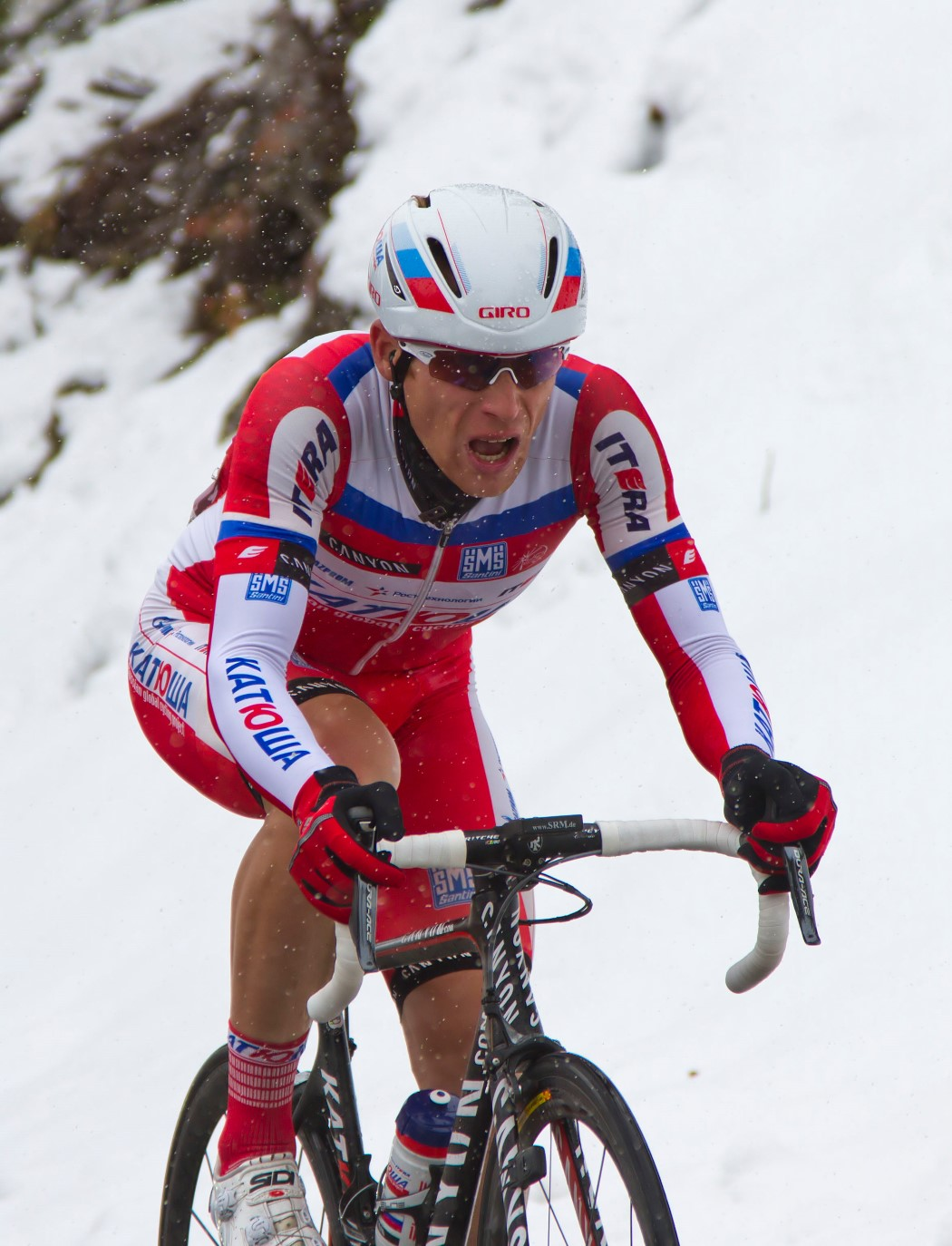
Lors de ses dernières années avec Katusha, Brutt ne parvient plus à trouver le chemin de la victoire et se dévoue la majeure partie temps à la cause de ses leaders.

Brutt, qui a vu son contrat prolongé d'une saison supplémentaire ou cours de l'année écoulée, développe la grippe en plein Tirreno-Adriatico et est forcé d'interrompre son début de saison 2012. Malgré plusieurs jours sans s'entraîner, il parvient deux semaines plus tard à s'adjuger la Volta Limburg Classic, des suites d'une longue échappée. Il est une fois de plus dans la bonne offensive sur le Tour de Cologne la semaine suivante, et finit quatrième à plus de deux minutes de Jan Bárta. Rodríguez, en plus de trois de ses compatriotes, s'entoure de Brutt et Ignatiev dans sa quête pour la victoire finale au Tour d'Italie. Pour lui et ses équipiers, il est dès lors hors de question de s'échapper. Brutt dut notamment défendre le maillot rose porté par l'Espagnol jusqu'à l'avant-dernière étape, mais c'est le Canadien Ryder Hesjedal qui s'adjugera la victoire finale. Un mois après le Giro, il défend son titre de champion de Russie à Voronej. Dans un sprint à trois avec Vorganov et Kolobnev, Brutt termine à la plus petite marche du podium et cède sa tunique au premier cité. Pas retenu en juillet pour le Tour de France, il s'aligne au Tour d'Autriche pour la deuxième partie de saison, puis à l'Eneco Tour. En août, Joaquim Rodríguez souhaite se rattraper de son échec au Giro et ambitionne de remporter la Vuelta. Brutt, ainsi qu'une grande partie de l'équipe déjà présente au mois de mai, est retenu pour accomplir cette mission. L'équipe fait une excellente course, avec quatre victoires d'étape à la clé, mais Rodríguez est de nouveau battu dans les derniers jours. Brutt finit lui sa deuxième Vuelta en 106e position.
Hans-Michael Holczer est évincé de la direction de Katusha pour 2013 et est remplacé par Viatcheslav Ekimov. Brutt et son équipe passent un hiver agité, l'équipe russe n'étant en effet pas assurée d'obtenir une licence World Tour pour la nouvelle saison en raison de manquements disciplinaires. Pavel Brutt entame 2013 au service d'Alexander Kristoff sur le Tour du Qatar, puis il aide Rodríguez à conquérir une victoire d'étape au Tour d'Oman. Au mois d'avril, il épaule Simon Špilak dans son excellent Tour de Romandie, et il retourne au départ du Tour d'Italie quelques jours plus tard avec l'objectif de chasser les victoires d'étape et de protéger les chances d'un bon classement général avec Yuri Trofimov. Luca Paolini et Maxim Belkov ramènent chacun une étape tandis que Brutt parvient à se faufiler dans l'échappée de l'étape dantesque des Tre Cime di Lavaredo mais il sera repris par les favoris. Après un Giro positif sur le plan collectif, il effectue une coupure jusqu'aux championnats nationaux pour préparer le Tour de France. Rodríguez, qu'il a accompagné sur les trois derniers Grands Tours auxquels l'Espagnol a pris le départ, souhaite avoir Brutt à ses côtés pour faire face à la périlleuse semaine en territoire corse. Les premiers jours de course s'avèrent particulièrement nerveux, et Brutt ne peut prendre part aux échappées qu'une fois le deuxième semaine entamée. Il se retrouve ainsi en position de jouer la victoire à Lyon, sur la quatorzième étape, mais c'est Matteo Trentin qui se montre le plus rapide de l'échappée, Brutt ne terminant que neuvième. Il finit sa deuxième Grande Boucle en 102e position le sentiment du devoir accompli avec le podium de Joaquim Rodríguez. En fin d'année, il participe à plusieurs classiques et au Tour de Poitou-Charentes, où il est 14e, toujours au service des autres. Il clôt sa saison avec les championnats du monde du chrono par équipes, qu'il dispute pour la première fois (11e).
Pour sa dernière saison avec Katusha, son rôle au sein de l'équipe n'évolue plus et il prend part de temps à autre à des offensives infructueuses, comme au Tour de Catalogne, remporté par son leader Rodríguez. En revanche, il n'est au départ d'aucun des trois grands tours de l'année, une première depuis qu'il roule pour l'équipe russe. Il participe plutôt à la World Ports Classic et au Tour de Bavière, où Alexander Porsev occupe toute l'attention de son équipe pour les sprints massifs. En juin, il termine cinquième du championnat national sur route que Porsev s'adjuge à Toula, au terme d'un parcours sélectif. Le moment fort de sa saison 2014 est sa tentative presque réussie de victoire d'étape à l'Eneco Tour. Anticipant la bagarre entre favoris dans le mur de Grammont, il sera remonté de justesse dans les derniers hectomètres par Greg Van Avermaet et Tom Dumoulin et franchira la ligne en troisième place. Sa bonne prestation le lendemain à La Redoute le propulse dans les quinze premiers du général final. L'équipe Tinkoff-Saxo annonce au même moment s'être attaché ses services pour les deux saisons suivantes, Brutt quittant Katusha après six saisons.

### 2015-2016: Le retour avec Tinkoff

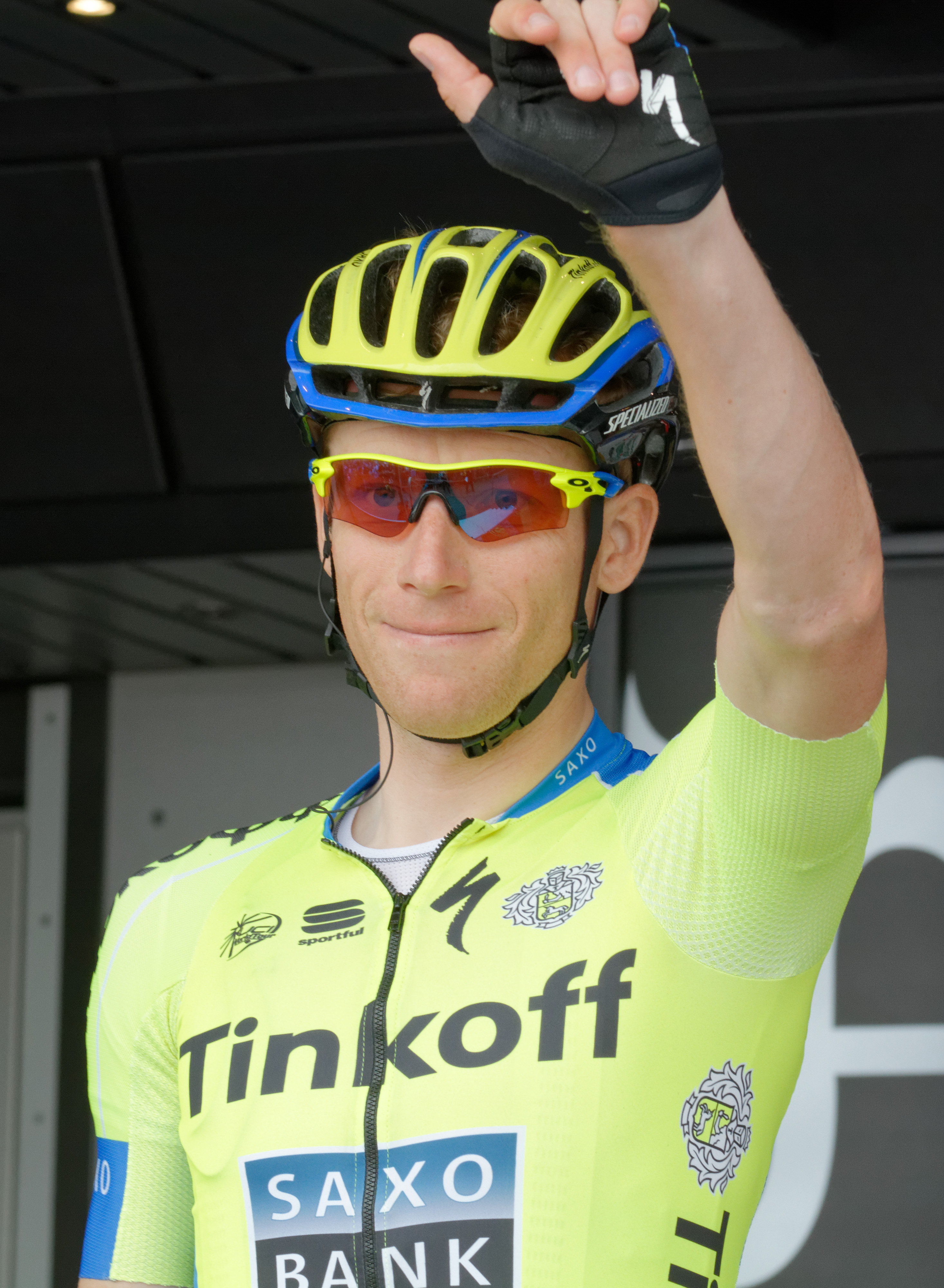
Pavel Brutt retrouve Oleg Tinkov en 2015, pour qui il avait couru de 2006 à 2008.

Dans sa nouvelle équipe, Brutt retrouve Oleg Tinkov, pour qui il avait roulé de 2006 à 2008 avant la venue de Katusha. Selon le propriétaire de la structure, il était important de compter sur « son endurance et de sa durabilité » pour la campagne des classiques pavées et ardennaises. Il retrouve également ses anciens équipiers chez Tinkoff Credit Systems et Katusha, Nikolay Trusov et Evgueni Petrov. Sa première course sous ses nouvelles couleurs est le Tour Down Under à la fin de janvier, qu'il découvre pour la première fois. Surprenamment, il est quatrième au sprint de l'étape finale à Adélaïde, profitant d'un peloton décimé par les chutes. S'il conserve le même rôle d'équipier qu'il occupait chez Katusha, Brutt s'aligne à des courses auxquelles il n'avait jamais pris part auparavant. Ainsi, il forme la garde rapprochée de Peter Sagan lors des classiques flamandes, et participe à son premier Tour des Flandres, qu'il termine (122e). Appelé une semaine plus tard pour pallier la blessure de Christopher Juul Jensen, il boucle Paris-Roubaix pour la première fois à 32 ans, course qu'il avait abandonné en 2008 avec Tinkoff Credit Systems. Fidèle à son style de course, il se montre actif au Tour de Turquie et au Tour de Norvège au mois de mai, compétitions inédites également pour lui. Il passe tout près d'un second titre de champion de Russie à Saransk, où seul Yuri Trofimov ne le devance à l'arrivée. Il obtient par ailleurs son meilleur résultat dans l'épreuve chronométrée avec une troisième place, à seulement vingt-cinq secondes du vainqueur. Après un retour sur les terres du Benelux lors du Tour de Wallonie et l'Eneco Tour, il est repris pour le Tour d'Espagne. Là, il est censé mener le train pour Peter Sagan lors des sprints et protéger Rafał Majka avant la montagne. Ses deux leaders reviendront avec respectivement une victoire d'étape et une place sur le podium final. À la fin de septembre, Brutt retrouve la sélection nationale après trois ans d'absence et achève la course en ligne de Richmond en 36e position. Ses dernières courses de l'année sont Binche-Chimay-Binche (11e) et Paris-Tours (16e).
Pendant sa préparation hivernale de 2016, Brutt se fracture la main et ne renoue avec la compétition qu'à la fin de mars, sur À travers les Flandres. Comme l'année précédente, il prend part à la majorité des courses flandriennes au service de Peter Sagan, qui repart avec des victoires de prestige sur le Tour des Flandres et à Gand-Wevelgem. Après Liège-Bastogne-Liège où il est échappé, Brutt est retenu pour disputer son septième Giro, avec Rafał Majka comme leader. Partie avec l'ambition d'un podium au général et d'une victoire d'étape, l'équipe Tinkoff repart bredouille malgré les tentatives de Brutt lors des cinquième et dix-huitième étapes. Le moment fort de sa saison intervient au championnat de Russie du chrono, où seule une demi-seconde le sépare du titre remporté par Sergey Chernetskiy au bout des 40 kilomètres. Pour la dernière partie de saison, Brutt participe à quelques épreuves World Tour, dont le Tour de Pologne et l'Eneco Tour, ainsi qu'au Tour du Danemark où son équipe brille, et au Tour de Lombardie qu'il ne termine pas. À l'issue de la saison, le sponsoring de l'équipe Tinkoff prend fin et Brutt rejoint la formation pro-continentale Gazprom-RusVelo, accompagné de ses équipiers Trusov et Ivan Rovny.

## Style et positions

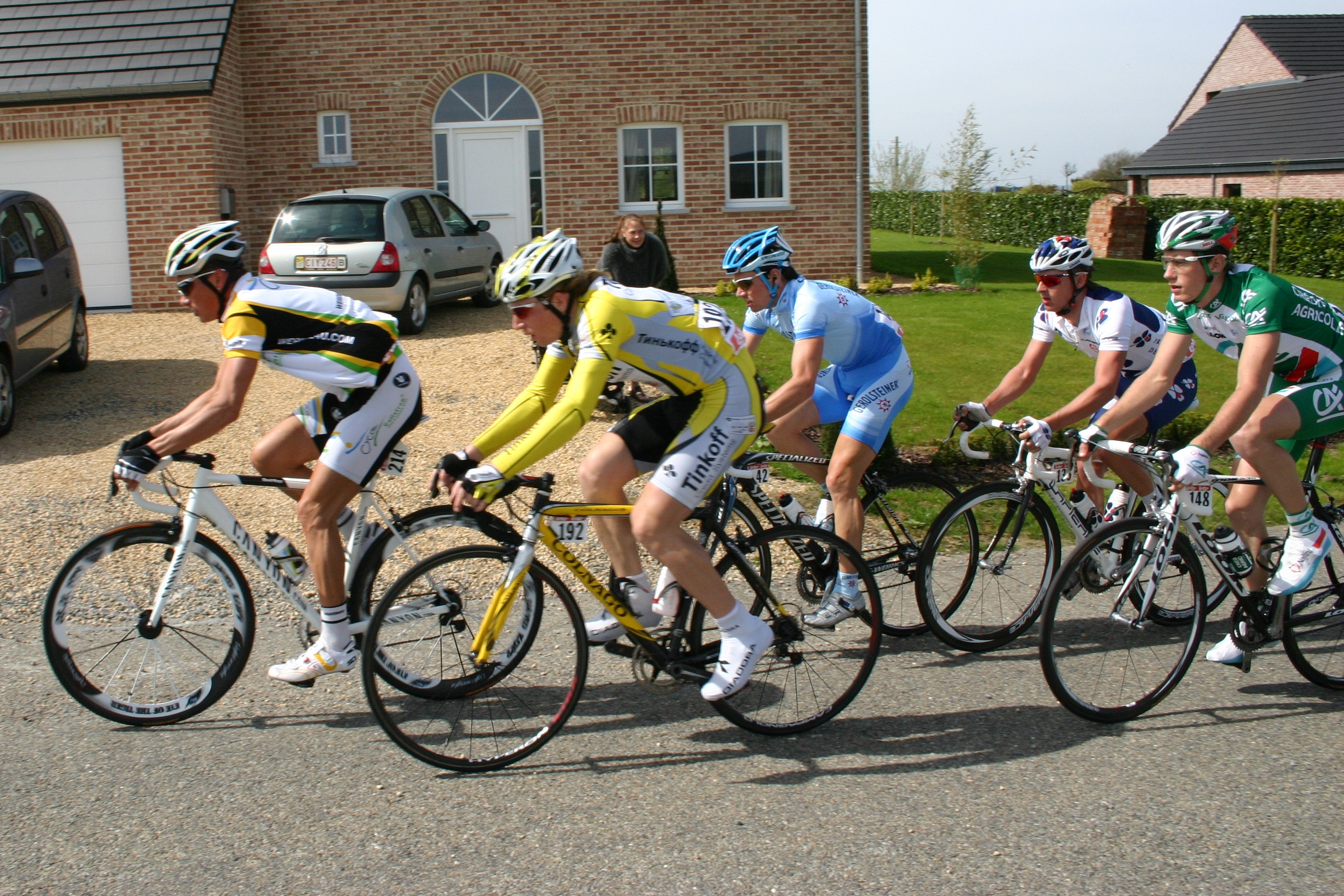
Pavel Brutt a gagné la réputation de baroudeur en multipliant les kilomètres d'échappées sur les courses comme Liège-Bastogne-Liège 2008.

Pavel Brutt est souvent décrit comme un baroudeur,,, une réputation qu'il a acquise pour ses nombreuses tentatives d'échappées lors de classiques ou sur les Grands Tours. Si bon nombre d'entre elles sont infructueuses, c'est de cette façon qu'il a obtenu ses plus grands succès, comme son titre de champion de Russie ou  l'étape du Tour d'Italie en 2008. Brutt se décrit lui comme un coureur complet, sans véritable spécialisation. 
Tout au long de sa carrière, il a préservé son caractère offensif en course, même si son passage chez Katusha l'a poussé à se muer en équipier modèle pour ses leaders, qu'ils soient sprinteurs ou grimpeurs. Au Tour d'Italie 2012, il observe « une différence significative dans la manière de courir du peloton professionnel, plus calculateur. Contrairement à mes débuts en 2008 sur le Giro, où le courage était ce qui conduisait nos décisions ». Il est d'ailleurs régulièrement loué pour sa bravoure, caractéristique souvent attribuée aux coureurs de l'Est,. 
Coureur robuste, il a démontré des capacités de rouleur contre-la-montre dès ses premières années au sein du peloton international. Brutt est également capable de passer les bosses et de surprendre ses adversaires, en témoigne sa victoire au Giro à l'issue d'un parcours accidenté. À son passage chez Tinkoff, à 33 ans, il se découvre des qualités dans les classiques pavées flamandes, auxquelles il n'avait jamais pris part avant la saison 2015.

### La situation du cyclisme en Russie
Brutt pointe le problème de l'argent comme facteur démotivant les jeunes sportifs russes à se lancer dans le cyclisme, sachant que plus d'un cycliste par jour meurt sur les routes dans son pays. Il déclare : « En Russie, ce qui pousse les parents à encourager la pratique du sport est l'argent. Mais quand vous savez que vous pouvez mourir sur la route en pratiquant votre sport, l'argent ne compte pas et s'identifier aux stars de notre sport ne suffit plus ». Ainsi, s'il considère en 2015 la présence de deux équipes russes au plus haut niveau du cyclisme professionnel comme « une bonne chose », il ne pense pas que « cela incite les jeunes russes à la pratique du cyclisme ».

### L'après-carrière
Pavel Brutt a longuement évoqué l'importance du soutien psychologique pour les jeunes coureurs face à la pression des performances. Il parle de cette aide comme « essentielle pour tout athlète professionnel moderne », pouvant « aider à se fixer des objectifs précis ».

## Palmarès et classements mondiaux

### Palmarès
| - 2000 - 1re étape de la Coupe du Président de la Ville de Grudziadz - 2e de la Coupe du Président de la Ville de Grudziadz - 3e du championnat du monde de poursuite par équipes juniors - 6e du championnat du monde sur route juniors - 2001 - 1re étape du Tour du Táchira - 2e étape du Circuito Montañés - Grand Prix de la ville de Vigo - 11e étape du Tour du Venezuela - 2002 - 2e du Circuit de Getxo - 2004 - 2e étape du Circuito Montañés - 2005 - 3eb étape du Tour d'Estrémadure (contre-la-montre) - Tour de Navarre : - Classement général - 5eb étape (contre-la-montre) - 2e du Tour de Lleida - 2006 - Cinturón a Mallorca : - Classement général - 5e étape - Tour de Grèce : - Classement général - 2e étape - 3e étape du Tour de Lleida - 5e étape du Circuito Montañés - 2e du Tour de Navarre - 3e du Tour de Bretagne - 3e du Tour de Lleida | - 2007 - 9e étape du Tour de Langkawi - Grand Prix de Chiasso - 2e de l'Eindhoven Team Time Trial - 2008 - 5e étape du Tour d'Italie - 2009 - Tour de Vendée - 2e du Tour de Wallonie - 2011 - Champion de Russie sur route - Classica Sarda Sassari-Cagliari - 1re étape du Tour de Romandie - 2e du Tour du Frioul - 8e du Tour de Romandie - 2012 - Volta Limburg Classic - 3e du championnat de Russie sur route - 2015 - 2e du championnat de Russie sur route - 3e du championnat de Russie du contre-la-montre - 2016 - 2e du championnat de Russie du contre-la-montre |  |

### Résultats sur les grands tours

#### Tour de France
3 participations
- 2010 : 102e
- 2011 : abandon (9e étape)
- 2013 : 110e

#### Tour d'Italie
8 participations
- 2007 : 87e
- 2008 : non-partant (10e étape), vainqueur de la 5e étape
- 2009 : 125e
- 2011 : 128e
- 2012 : 95e
- 2013 : 103e
- 2016 : 90e
- 2017 : 134e

#### Tour d'Espagne
3 participations
- 2008 : 105e
- 2012 : 106e
- 2015 : 101e

### Classements mondiaux
| Année                  | 2005 | 2006 | 2007 | 2008  | 2009 | 2010 | 2011 | 2012 | 2013 | 2014 | 2015 | 2016 |
| ---------------------- | ---- | ---- | ---- | ----- | ---- | ---- | ---- | ---- | ---- | ---- | ---- | ---- |
| Calendrier mondial UCI |      |      |      |       | 213e |      |      |      |      |      |      |      |
| UCI World Tour         |      |      |      |       |      |      | 111e | nc   | nc   | 203e | 207e | nc   |
| UCI Asia Tour          |      |      | 48e  |       |      |      |      |      |      |      |      |      |
| UCI Europe Tour        | 89e  | 40e  | 59e  | 1060e |      |      |      |      |      |      |      |      |